# Psychotria neillii
Psychotria neillii là một loài thực vật có hoa trong họ Thiến thảo. Loài này được C.W.Ham. & Dwyer miêu tả khoa học đầu tiên năm 1988.